# Episodi di Bunsen è una Bestia
La prima e unica stagione della serie televisiva Bunsen è una Bestia è andata in onda negli Stati Uniti d'America dal 17 marzo 2016 con l'episodio pilota e dal 20 febbraio 2017 al 9 febbraio 2018 con la serie completa.
| N° | Titolo Originale             | Titolo Italiano               | prima tv usa     | Prima Tv Italia  |
| 1  | Bunsen Is a Beast!           | Bunsen la bestia              | 20 febbraio 2017 | 26 giugno 2017   |
| 1  | Body and the Beast           | Bestia a metà                 | 20 febbraio 2017 | 26 giugno 2017   |
| 2  | Hide and Go Freak            | Nascondimostro                | 16 Gennaio 2017  | 27 giugno 2017   |
| 2  | Bunsen Screams for Ice Cream | Pazzo per i gelati            | 16 Gennaio 2017  | 27 giugno 2017   |
| 3  | Bearly Acceptable Behavior   | La settimana dell'accoglienza | 21 febbraio 2017 | 28 giugno 2017   |
| 3  | Beast Busters                | Gli Acchiappabestie           | 21 febbraio 2017 | 28 giugno 2017   |
| 4  | Spelling Beast               | Alfabestia                    | 22 Febbraio 2017 | 29 giugno 2017   |
| 4  | Mikey Is a Beast             | Mikey è una bestia            | 22 Febbraio 2017 | 29 giugno 2017   |
| 5  | Fright at the Museum         | Terrore al museo              | 23 Febbraio 2017 | 30 giugno 2017   |
| 5  | Handsome Beast               | Bella bestia                  | 23 Febbraio 2017 | 30 giugno 2017   |
| 6  | Tooth or Consequences        | Amici bestiali                | 25 Febbraio 2017 | 3 luglio 2017    |
| 7  | Beast of Friends             | La Fatina dei Denti           | 4 marzo 2017     | 4 luglio 2017    |
| 8  | Thunder and Frightening      | Tuoni spaventosi              | 11 Marzo 2017    | 5 luglio 2017    |
| 8  | Eyes on the Pies             | Occhio alle torte             | 11 Marzo 2017    | 5 luglio 2017    |
| 9  | Happy Beastgiving            | buon magico bestiale          | 18 marzo 2017    | 25 novembre 2017 |
| 9  | Beastern Standard Time       | l'ora bestiale                | 18 marzo 2017    | 25 novembre 2017 |
| 10 | Unhappy Campers              | il campeggio degli orrori     | 25 marzo 2017    | 25 novembre 2017 |
| 10 | Hall of Justice              |                               | 25 marzo 2017    | 25 novembre 2017 |
| 11 | Astro-Nots                   | Strambo-Nauti                 | 14 aprile 2017   | 26 novembre 2017 |
| 12 | Cookie Monster               | Dolcetti proibiti             | 3 giugno 2017    | 26 novembre 2017 |
| 12 | Braces for Disaster          | Il nuovo apparecchio          | 3 giugno 2017    | 26 novembre 2017 |
| 13 | Hug It Out-ch!               | Abbraccio bestiale            | 10 giugno 2017   | 19 novembre 2017 |
| 13 | Guinea Some Lovin            | La stagione dell'amore        | 10 giugno 2017   | 19 novembre 2017 |
| 14 | Mikey-plication              | Mikey-plicazione              | 17 Giugno 2017   | 19 novembre 2017 |
| 14 | The Case of the Cold Case    | il caso del caso irrisolto    | 17 Giugno 2017   | 19 novembre 2017 |
| 15 | Bunsen's Beast Ball          | L'oracolo                     | 24 giugno 2017   | 18 novembre 2017 |
| 15 | Bromeo and Juliet            | Boromeo e Giulietta           | 24 giugno 2017   | 18 novembre 2017 |
| 16 | By Hook or By Schnook        | I tutor di Amanda             |                  | 18 novembre 2017 |
| 16 | Amanda Gets Schooled         | La mostra canina              |                  | 18 novembre 2017 |
| 17 | Beast in Show                | Lo show bestiale              |                  | 1 dicembre 2017  |
| 18 | Adventures in Beastysitting  | Un'avventura bestiale         |                  | 1 dicembre 2017  |
| 19 | Wilda Beast                  |                               |                  | 1 dicembre 2017  |